# 铁厂沟镇 (托里县)
铁厂沟镇，是中华人民共和国新疆维吾尔自治区塔城地区托里县下辖的一个乡镇级行政单位。

## 行政区划
铁厂沟镇下辖以下地区：
同心社区、利民社区、准噶尔社区、南湾村、阿勒帕萨勒干村和哈图村。

## 交通
- 克塔铁路